# Nils Larsson i Blidsberg
Nils Larsson i Blidsberg, född cirka 1587 och död cirka 1690, var en svensk bonde och bondeståndets talman vid riksdagarna 1649 och 1652.
Han var född i Skattegården och levde senare i Storegården i Blidsberg. Han var nämndeman för Redvägs härad och häradsdomare.
Han är begravd i Blidsberg, och på kyrkogården finns en skulpterad gravhäll till minne av Nils Larsson och hans hustrur. 